# 12 Gauge
12 Gauge, egentligen Isiah Pinkney, är en rappare född 1968 i Augusta i Georgia. Han började som DJ, men bytte till rap i tidigt 1990-tal och släppte tre stycken studioalbum. Han hade år 1994 en hit i USA, med låten Dunkie Butt (Please Please Please). 
Han har samarbetat med artister som Master P, Ice Cube, Tupac, George Clinton, Aaron Hall, C-BO och Don Jag.

## Diskografi[1]

### Album
- 12 Gauge (Scotti Brothers Records, 1994) - #121 på Billboard 200, #44 på US R&B[2]
- Let Me Ride Again (Scotti Brothers Records, 1995)
- Freaky One (Roadrunner Records, 1998)

### Singlar
- Dunkie Butt (Please Please Please) - #28 på Billboard Hot 100, #3 på Hot Rap Singles[2]